# Bušinja vas
Bušinja vas je naselje u slovenskoj Općini Metliki. Bušinja vas se nalazi u pokrajini Dolenjskoj i statističkoj regiji Jugoistočnoj Sloveniji. 

## Stanovništvo
Prema popisu stanovništva iz 2002. godine naselje je imalo 133 stanovnika.